# 元休
拓跋休（5世紀—494年8月26日），鮮卑名伐伏玄，追尊魏景穆帝拓跋晃之子，生母孟椒房。

## 生平
拓跋休在皇興二年（468年）被封為安定王，拜征南大將軍、外都大官。拓跋休少年聰慧，治斷皆有讚賞。孝文帝在位初期，庫莫奚侵略邊境，孝文帝以拓跋休為使持節、侍中、都督諸軍事、征東大將軍、領護東夷校尉、儀同三司、和龍鎮將。拓跋休撫防有方，平定賊眾。入為中都大官。柔然侵犯邊塞，拓跋休出為使持節、征北大將軍、撫冥鎮大將。拓跋休身先將士，擊退胡虜。入為內都大官，遷為太傅。及開建五等，食邑二千戶。
孝文帝帶領車駕南伐，拓跋休領大司馬。孝文帝親行諸軍，遇見拓跋休以三盜賊徇於六軍，將近處斬時，有詔特赦。拓跋休固執地曰：「陛下將遠清衡霍，故親御六師，跋涉野次，軍行始爾，已有姦竊，如其不斬，何以息盜，請必行刑，以肅姦慝。」詔曰：「大司馬執憲，誠應如是。但因緣會，朕聞王者之體，亦時有非常之澤，雖違軍法，可特原之。」拓跋休乃奉詔。孝文帝謂司徒馮誕曰：「大司馬嚴而秉法，諸軍不可不慎。」於是六軍肅然。定都洛邑，拓跋休跟從孝文帝駕幸鄴。命拓跋休率從駕之文武大臣，迎家人於平城。孝文帝親為拓跋休餞行於漳水之北。
太和十八年（494年），拓跋休寢疾，孝文帝駕幸其府第，流涕慰問其疾，中使醫藥，相望於路。七月壬午（494年8月26日），元休去世。孝文帝再贈賵帛三千匹。自薨至殯，車駕三臨。孝文帝至其門，改服錫衰，素弁加絰。 皇太子、百官皆從行弔禮。及至即將下葬之時，又贈布帛二千匹，諡曰「靖王」。詔假黃鉞，加羽葆、鼓吹、虎賁、班劍六十三人，悉準三老尉元之儀。孝文帝親自送出郊外，慟哭後返回， 諸王恩禮皆不能相比。宣武帝在位時，拓跋休配饗廟庭。

## 家庭

### 夫人
- 蒋氏[3]

### 子孙
- 长子 元安，早卒
- 次子 元燮。假节都督华州诸军事征虏将军华州刺史安定恭王
  - 孙 元琰，字伏宝。宋安懿王或安定顺王[4]
    - 曾孙 元景山，字宝（珤）岳。宋安王，北周文昌县公、宋安郡公、平塬郡公，隋平塬襄公。
      - 玄孙 元成寿。平塬郡公
        - 来孙 元世斌[5]。隋朝请郎、宋安郡公世孙

    - 曾孙 元昊。隋涪州刺史、贵乡公
      - 玄孙 元虔盖[4]。隋朝散大夫、熊耳县令、魏郡万金府鹰扬郎将
- 第三子 元愿平。员外常侍
- 第四子 元永平。征虏将军、南州刺史
- 第五子 元珽[6]，字珍平。左军将军、司州治中
  - 孙 元叔遵。员外散骑常侍
- 第六子 元贵平。东莱王

## 延伸阅读
[在维基数据编辑]
 《魏書·卷19下》，出自魏收《魏书》
 《北史·卷018》，出自李延壽《北史》